# Bill Macy
Bill Macy, született Wolf Martin Garber (Revere, Massachusetts, 1922. május 18. – Los Angeles, Kalifornia, 2019. október 17.) amerikai színész.

## Fontosabb filmjei
- Producerek (The Producers) (1967)
- Oh! Calcutta! (1972)
- The Late Show (1977)
- A pacák (The Jerk) (1979)
- Serial (1980)
- Legkedvesebb évem (My Favorite Year) (1982)
- Akiktől forog a világ (Movers & Shakers) (1985)
- Dokiakadémia (Bad Medicine) (1985)
- Házinyúlra nem lövünk (Sibling Rivalry) (1990)
- A doktor (The Doctor) (1991)
- Me Myself and I (1992)
- Csak egy kis pánik (Analyze This) (1999)
- Túlélni a karácsonyt (Surviving Christmas) (2004)
- Holiday (The Holiday) (2006)
- Anyámon a tanárom (Mr. Woodcock) (2007)
- Így jártam anyátokkal (How I Met Your Mother) (2007, tv-sorozat, egy epizódban)